# Wilhelm Renfordt
Wilhelm Renfordt (* 7. Mai 1889 in Altena; † 4. August 1950 in Osnabrück) war ein deutscher Maler.

## Leben
Seit 1892 lebte Renfordt in Osnabrück. Dort besuchte er das Ratsgymnasium Osnabrück und erlangte 1908 das Abitur. Darauf ging er zum Studium nach München, wechselte aber schon nach einem Semester nach Kassel.
Renfordt studierte an der Akademie Kassel, die er mit dem Staatsexamen abschloss. Im Jahre 1912 erhielt Renfordt ein Stipendium für einen einjährigen Aufenthalt in der Villa Romana. Bei Ausbruch des Ersten Weltkrieges 1914 kam Renfordt sofort an die Westfront und geriet 1917 verwundet in französische Gefangenschaft, aus der er erst 1920 entlassen wurde.
Er ließ sich in Osnabrück nieder und wurde zu einer bedeutenden Persönlichkeit des dortigen Kunstlebens. Zu seinen Schülern zählten u. a. Franz-Josef Langer (1916–1981), Karl Allöder (1898–1981), Thomas A. Krüger (1918–1984) und Ursula Daphi (1923–2013).
Renfordt war Mitglied des Reichsverbandes bildender Künstler Deutschlands und der Vereinigung Westfälischer Künstler und Kunstfreunde bis 1933, als diese von der NSDAP aufgelöst wurden.
Renfordt trat 1934 der SS bei (SS-Nummer 118.920), in der er es zum SS-Untersturmführer brachte, am 20. Juli 1937 beantragte er die Aufnahme in die NSDAP und wurde rückwirkend zum 1. Mai desselben Jahres aufgenommen (Mitgliedsnummer 4.874.018). Im Schloss Osnabrück wurden 1938 auf Renfordts Initiative hin mit Unterstützung der SS die "Städtischen Förderklassen für bildnerisches Gestalten (Laienschaften)" gegründet, die viele später bekannte Maler – u. a. Wilhelm Tegtmeier, Franz-Josef Langer, Thomas A. Krüger, Ursula Daphie, Frieda Petiscus, Walter Hobein – hervorbrachten.
Im Jahre 1943 wurde Renfordt 54-jährig noch zum Kriegsdienst einberufen. 1944/45 war Renfordt Angehöriger der Waffen-SS und diente als Versehrtensportlehrer im Lazarettwesen (siehe SS-Personalunterlagen im BA Berlin). Mit einer schweren Kopfverletzung geriet er 1945 in Kriegsgefangenschaft. Drei Jahre lang saß er mit ungenügend behandeltem Schädelbruch hinter Stacheldraht.
Renfordt starb 1950 an den Spätfolgen seiner Kopfverletzung.

## Werke
Werke von Renfordt fanden sich in einer Vielzahl von Museen: im Landesmuseum Münster, im Vestischen Museum in Recklinghausen, im Städtischen Museum von Dortmund, im Magistrat der Stadt Osnabrück.
- Entwürfe zu den Kunststafeln in: Deutscher Maschinenbau 1837–1937 im Spiegel des Werkes Borsig. Herausgegeben von der Rheinmetall-Borsig AG, 1937